# Pernilla Lagergren
Anna Pernilla Lagergren, född Viklund 23 juli 1977 i Piteå, är sedan 2011 professor i kirurgisk vårdvetenskap vid Karolinska institutet och sedan 2018 professor i kirurgisk vårdvetenskap vid Imperial College London på deltid.
Pernilla Lagergren utbildade sig först till sjuksköterska vid Umeå universitet där hon tog examen 1999. Efter några månaders tjänstgöring vid Piteå Älvdals sjukhus började hon arbeta vid Kirurgiska kliniken vid Karolinska sjukhuset i Stockholm och fick efter en tid tjänst som kontaktsjuksköterska för patienter med cancer i övre magtarmkanalen vilket väckte hennes intresse för forskning. 
År 2006 disputerade Lagergren vid Karolinska institutet på en avhandling om livskvalitet efter operation för matstrupscancer.
Därpå följde en period på 18 månader med postdoktorala studier vid Universitetet i Bristol i Storbritannien. År 2010 blev hon docent i vårdvetenskap och samma år universitetslektor vid Karolinska institutet. Den 1 oktober 2011 utnämndes hon till professor i kirurgisk vårdvetenskap vid Karolinska institutet. Pernilla Lagergren har etablerat en egen forskargrupp verksam vid Institutionen för molekylär medicin och kirurgi, Karolinska institutet. Gruppen består av läkare, sjuksköterskor, psykolog, dietist, projektkoordinator och biostatistiker med intresse för forskning om livskvalitet efter operation i övre magtarmkanalen främst matstrupscancerkirurgi. 
Forskningen syftar bland annat till att identifiera påverkbara faktorer som har en negativ effekt på återhämtning efter behandling, detta för att i ett tidigt skede kunna ge patienten det stöd eller den behandling han eller hon behöver för att kunna leva ett så bra liv som möjligt. 
Lagergren är mottagare av Sven och Ebba-Christina Hagbergs pris för yngre forskare 2012, det kända nordiska Anders Jahres medicinska pris för yngre forskare 2015 och Erik K. Fernströms pris för yngre forskare vid Karolinska Institutet 2018.
Hon är gift med professor Jesper Lagergren (född 1963).